# Zofia Urbanowska
Zofia Urbanowska (ur. 15 maja 1849 w Kowalewku, zm. 1 stycznia 1939 w Koninie) – polska publicystka i pisarka, autorka powieści Księżniczka, Gucio zaczarowany i Róża bez kolców. Współpracowała z „Gazetą Polską”, pisywała do „Przeglądu Tygodniowego” i „Wieczorów Rodzinnych”, była członkiem kolegium redakcyjnego „Przeglądu Pedagogicznego”.

## Życiorys
Zofia Urbanowska urodziła się 15 maja 1849 roku, w rodzinie zubożałego szlachcica Wincentego Urbanowskiego, w tym czasie administratora folwarku w Kowalewku k. Konina, i Katarzyny z Modelskich. Dzieciństwo spędziła w Laskówcu k. Morzysławia, u dziadków, do których przenieśli się jej rodzice. W 1860 roku rozpoczęła naukę w Instytucie Rządowym w Kaliszu, później uczęszczała do gimnazjum sióstr urszulanek w Poznaniu, gdzie zdała maturę.
W wieku 21 lat Urbanowska zaczęła pracować zarobkowo, w latach 1870–1873 będąc dziennikarką w „Gazecie Polskiej” oraz korektorką w drukarni. W 1874 przeniosła się do Warszawy, rozpoczynając pracę jako nauczycielka na pensji Jadwigi Sikorskiej (córki muzykologa i redaktora Józefa Sikorskiego). Zamieszkała w kamienicy należącej do Sikorskich. W tym samym domu było mieszkanie Deotymy, z którą Urbanowska zawarła bliższą znajomość, uczestnicząc w wydawanych przez poetkę „obiadach czwartkowych”. W tym samym roku Urbanowska zadebiutowała wydaną pod pseudonimem „J.” nowelą Znakomitości. Następnym wydanym utworem była sentymentalna opowieść o Polce, która nie chciała poślubić Niemca, zatytułowana Cudzoziemiec (1883), źle oceniona przez krytykę. Z uznaniem krytyki i czytelników spotkał się Gucio zaczarowany (1884): fantastyczno-przyrodnicza opowieść o leniwym chłopcu, przemienionym przez wróżkę w muchę i zmieniającym swój charakter pod wpływem zwierząt.
W 1886 roku Urbanowska została członkiem kolegium redakcyjnego „Przeglądu Pedagogicznego”, publikując artykuły o potrzebie rozwoju twórczości dla dzieci i młodzieży. W latach 1890–1900 współpracowała z „Wieczorami Rodzinnymi”, pisząc felietony o przyrodzie. Na łamach tego pisma ukazała się jej fantastycznonaukowa powieść Atlanta, czyli przygody młodego chłopca na wyspie bezludnej, w formie książkowej wydana w 1893 roku. Dużą popularność zyskała nagrodzona w konkursie „Tygodnika Ilustrowanego” obyczajowa powieść Księżniczka, wydana w 1886 roku.
Zofia Urbanowska często przebywała w Zakopanem (pierwszy jej pobyt miał miejsce w 1890 roku). Owocem tych pobytów była powieść Róża bez kolców, mająca za tło tatrzańską przyrodę i podhalański folklor. Utwór był publikowany w częściach na łamach „Wieczorów Rodzinnych” (1900–1901), wydanie książkowe nastąpiło w 1903 roku i zostało wznowione nakładem wydawnictwa Książnica-Atlas w roku 1928 w serii „Biblioteka Iskier”.
Na początku XX wieku Urbanowska zamieszkała w Koninie, w dworku będącym poprzednio własnością jej matki. W 1930 roku władze Konina nadały jej honorowe obywatelstwo tego miasta.
Zmarła 1 stycznia 1939 w Koninie.

## Ordery i odznaczenia
- Krzyż Oficerski Orderu Odrodzenia Polski (27 listopada 1929)[5]
- Srebrny Wawrzyn Akademicki (5 listopada 1935)[6]

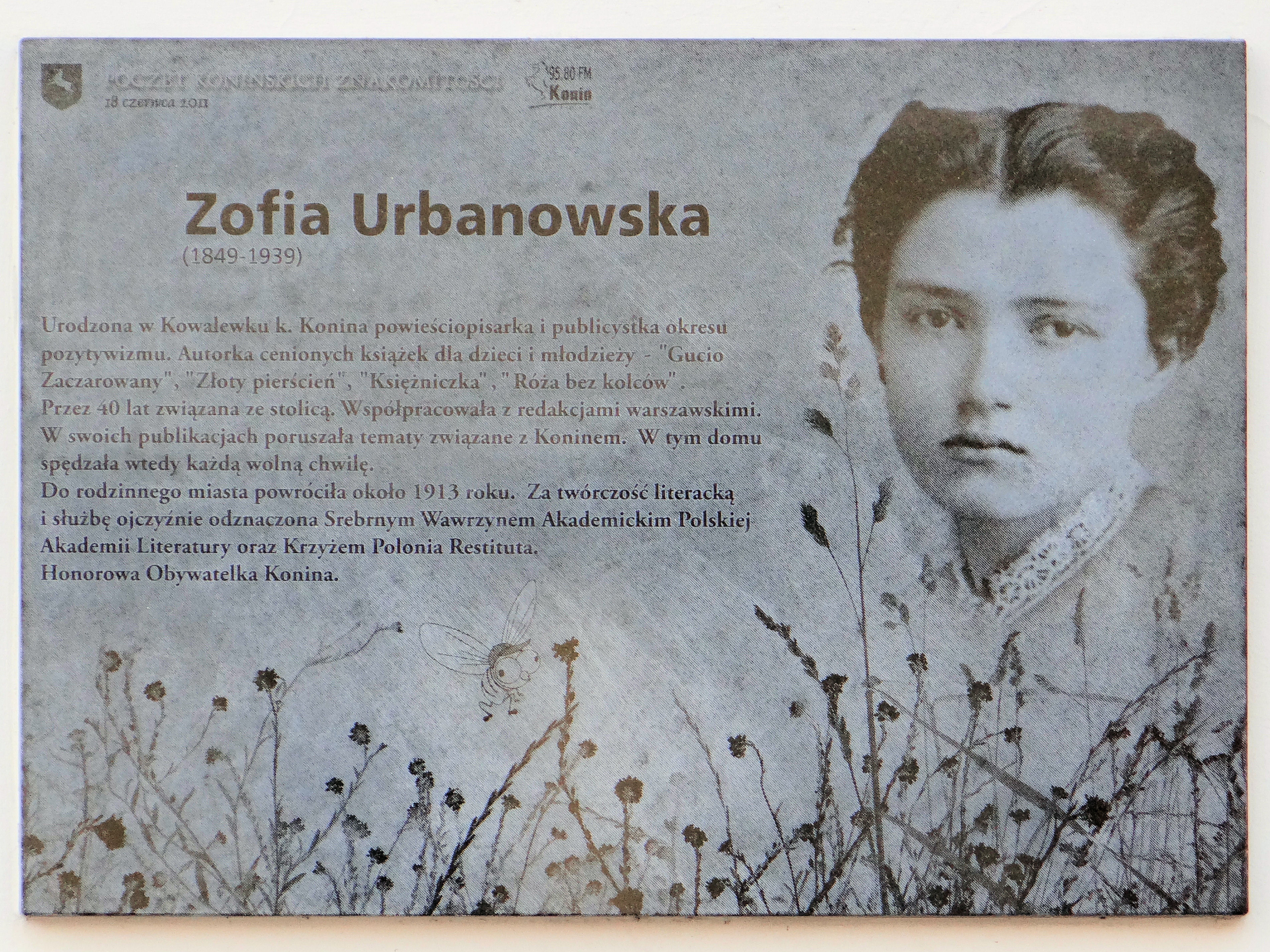
Tablica na dworku przy ulicy Obrońców Westerplatte 2 w Koninie

## Upamiętnienie
Imię Zofii Urbanowskiej nosi ulica oraz Szkoła Podstawowa nr 1 w Koninie, przed którą stoi pomnik pisarki.
W związku z przypadającą w 2004 roku 155 rocznicą urodzin i 65 rocznicą śmierci pisarki w jej rodzinnym Kowalewku (gmina Rzgów) otwarto Dom Kultury i Muzeum im. Zofii Urbanowskiej.

## Twórczość
- Cudzoziemiec (1883)

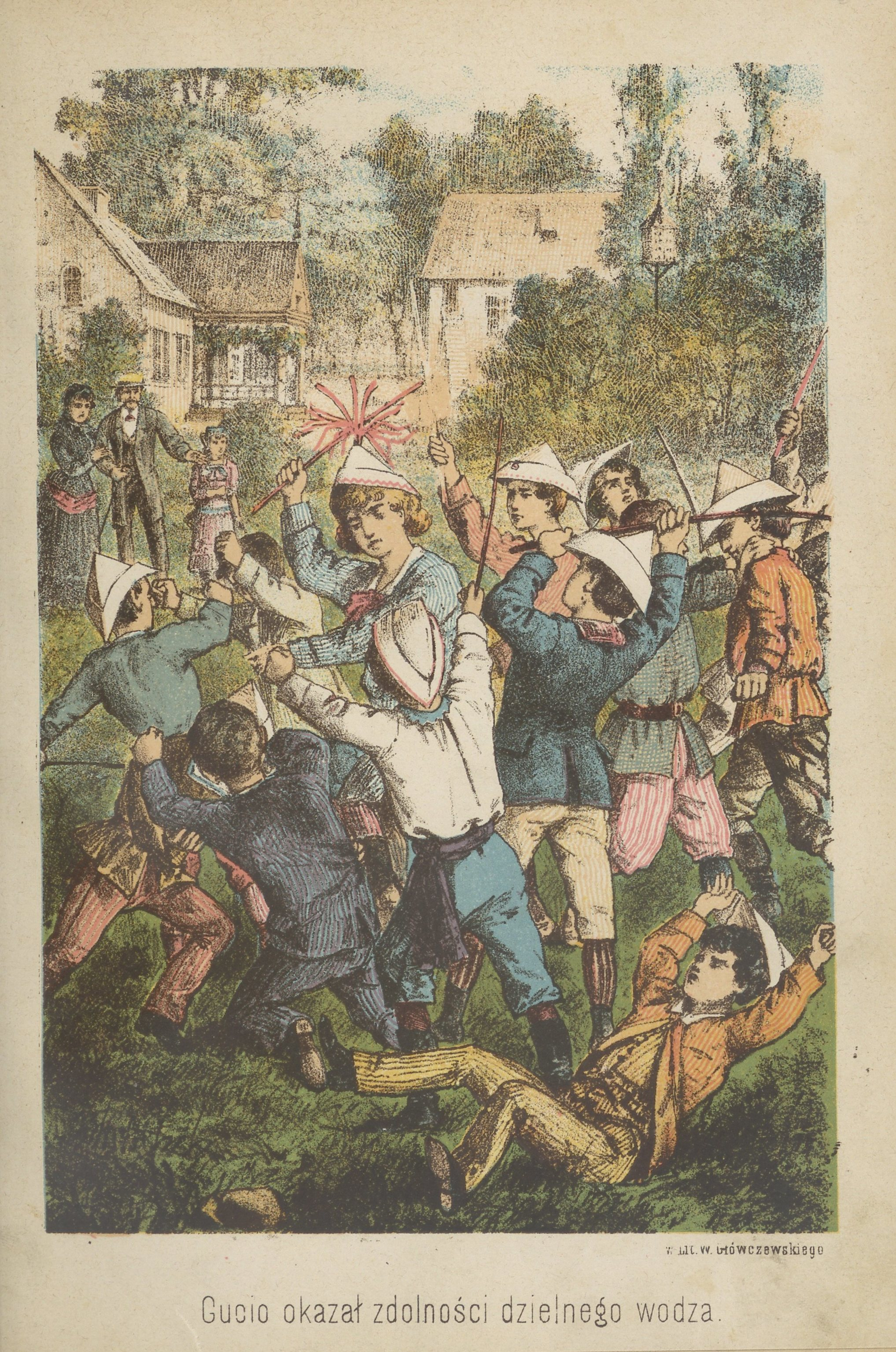
Ilustracja do Gucia zaczarowanego (rys. Czesław Borys Jankowski, wyd. 1889)

- Gucio zaczarowany. Powieść dla młodszych dzieci (1884)
- Księżniczka (1886)
- Atlanta, czyli Przygody młodego chłopca na wyspie tajemniczej opowiedziane w listach wyczytała przez drobnowidz [mikroskop] i przepisała... (1893, z licznemi drzeworytami w tekście i siedmioma ilustracyami Juliana Maszyńskiego)
- Wojna w czasie pokoju (1896)
- Róża bez kolców. Opowiadanie z niedawnej przeszłości osnute na tle przyrody tatrzańskiej (1903)
- Wszechmocni (1908)
- Złoty pierścień (1916)